# СУ-12
СУ-12 и СУ-1-12 — советские самоходные артиллерийские установки на шасси грузовых автомобилей  «Морланд» и ГАЗ-ААА соответственно. Вооружались короткоствольной 76,2-мм пушкой образца 1927 года, установленной на тумбовой установке на месте грузового отсека. САУ разработана в 1933 году, серийно производилась в 1933-1935 годах. Всего выпущено 99 машин, применявшихся в боях у озера Хасан и на реке Халхин-Гол, а также в Зимней войне.

## История создания
К концу 1920-х годов РККА стала все острее ощущать необходимость в самоходных артиллерийских установках. Правда, в войсках к тому времени ещё сохранялось некоторое количество построенных ещё до революции САУ Руссо-Балт тип Т, использовавших грузовое шасси фирмы Руссо-Балт и вооружённых 76,2-мм зенитной пушкой Лендера образца 1914 года, однако эта САУ военных не устраивала. Главной проблемой было прекращение после революции производства шасси, а соответственно — и запасных частей к ним. Машины изнашивались, а подходящей замены для шасси Руссо-Балта не было. Кроме того, само орудие Лендера к середине 1920-х годов уже считалось устаревшим, хотя и продолжало весьма активно использоваться в РККА.
Это привело к тому, что, после нескольких лет вынужденного перерыва в разработке САУ на автомобильном шасси, вызванном Гражданской войной и тяжёлым периодом послевоенного восстановления страны, в этом направлении снова были начаты разработки. Надо сказать, что проекты имелись — ещё в 1924 году Н.М. Филатов, создатель русских броневиков периода Первой мировой войны (в частности, «Гарфорд-Путилов»), а в ту пору — председатель стрелкового комитета РККА, предложил проект новой САУ на шасси грузового автомобиля «FIAT». Вооружение должна была составлять 76,2-мм полевая пушка образца 1913 года с укороченным стволом. Однако проект не получил должной поддержки — сказывалась необходимость приобретения шасси за рубежом, что в тогдашних политических условиях было весьма проблемно.
В 1929 году, с принятием «системы танко-тракторного и авто-броневого вооружения РККА», разработки САУ на автомобильном шасси резко ускорились, однако почти сразу столкнулись со специфической проблемой. Командование РККА подверглось серьёзному влиянию распространённой в то время в Европе концепции «универсальных орудий», способных вести борьбу как с живой силой и бронетехникой противника, так и с его самолётами. Активные требования данной «универсальности», предъявляемые руководством РККА к инженерам, привели к трёхлетней задержке в реализации различных проектов, поскольку требуемые «универсальные» артсистемы так и не были созданы.

Лишь в ноябре 1932 года от концепции «универсальности» отказались в пользу специализированных машин. В письме М.Н. Тухачевского руководству УММ РККА говорилось: 
...Механизированные войска нуждаются более в мобильных легкозабронированных пушках и гаубицах, тогда как для пехоты нужны хорошо забронированные установки, которые можно использовать для укрытия от огня противника… Их вооружение достаточно иметь в виде полковой или дивизионной пушки калибра 76,2-мм с дальностью выстрела около 2000 мтр…
В середине 1933 года было проведено совещание с участием высшего командного состава РККА и наркомов промышленности, в результате которого была установлена необходимость создания универсального шасси для разработки САУ различного назначения (поддержки пехоты, механизированных частей, кавалерии и т.п.).
Чуть позже Ленинградский Кировский завод получил соответствующее техническое задание, по которому в весьма короткие сроки была разработана САУ. Испытания новой САУ, получившей обозначение СУ-12, проводились в конце лета-начале осени 1933 года и показали в целом обнадеживающие результаты. В итоге, САУ была принята на вооружение РККА и запущена в массовое производство.

## Серийное производство
САУ СУ-12 производилась серийно с 1933 года. В качестве базы для САУ изначально использовались шасси американских грузовых автомобилей «Морланд», затем перешли на шасси грузовика ГАЗ-ААА. На данных шасси было изготовлено 48 и 51 САУ соответственно (всего — 99 машин). Для удобства различия САУ на различных шасси, машины, построенные на базе грузовиков ГАЗ-ААА, получили наименование СУ-1-12.
В процессе серийного производства в конструкцию САУ вносился ряд изменений и доработок. В частности, форма щитка пушки подверглась коренной переработке, была установлена защита крыши и задней части водительской кабины, подвергалась модернизации платформа для орудия.
Серийное производство САУ было прекращено в середине 1935 года.

## Описание конструкции
СУ-12 и СУ-1-12 представляли собой самоходные артиллерийские орудия на шасси грузового автомобиля с размещением артсистемы на месте грузового отсека. Экипаж составлял 4 человека (командир, наводчик, заряжающий и водитель).

### Шасси
Изначально планировалось выпускать САУ на шасси грузовых автомобилей ГАЗ-АА выпуск которых был налажен в 1932 году в Нижнем Новгороде. Однако вскоре выяснилось, что ходовая часть ГАЗ-АА способна выдержать установку только лёгкого орудия, калибром не более 45 мм. В поисках более приемлемого варианта, конструкторы остановились на шасси грузовика «Морланд», некоторое количество которых было закуплено в начале 1930-х годов в США для нужд РККА. Шасси имело колёсную формулу 6х4 и было рассчитано на бо́льшие нагрузки. Впоследствии, с запуском производство отечественного грузового автомобиля аналогичной колёсной формулы — ГАЗ-ААА, было решено перейти на отечественное шасси.
При постройке САУ, в конструкцию шасси вносился ряд изменений и доработок, связанных, главным образом, с установкой вооружения. На месте грузового отсека устанавливалась специальная металлическая платформа без ограждений, на которой монтировалась тумбовая установка с орудием. Помимо функции «фундамента» для тумбовой установки, платформа также упрочняла и удлиняла раму автомобиля.

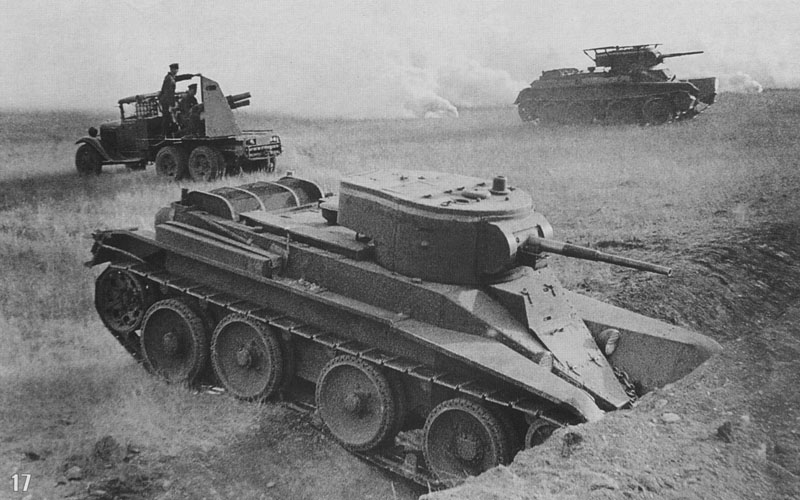

Также машина дополнялась следующими элементами:
- буксирным приспособлением;
- рамой запасного колеса;
- передним настилом;
- 2-мм вертикальным стальным отражателем, предохранявшим кабину от попадания пороховых газов и имевшим прямоугольное окно для общения водителя с расчётом орудия. В случае надобности окно закрывалось изнутри кабины стальной заслонкой;
- двумя зарядными ящиками на 18 выстрелов каждый, крепившимися к задней стенке отражателя;
- укладкой ЗИП.

Уже в процессе серийного производства была введена дополнительная защита крыши и задней части водительской кабины, а также несколько модернизирована орудийная платформа.

### Вооружение
В качестве вооружения использовалась 76,2-мм полковая пушка образца 1927 года. Данное орудие выпускалось военной промышленностью СССР в больших количествах и вполне устраивало руководство РККА, а также отличалась малыми размерами, что делало её вполне пригодной для установки на грузовой автомобиль. Для установки на САУ, устройство ствола и противооткатной системы орудия было несколько изменено с тем, чтобы сократить откат с 1000 до 500 мм.
Орудие устанавливалось на платформе посредством специально сконструированной тумбовой установки. Конструкция тумбы обеспечивала круговой обстрел, однако вскоре выяснилось, что огонь вперёд из-за кабины машины невозможен даже при максимальном угле возвышения — под действием пороховых газов проминалась крыша. Ввиду этого, горизонтальный обстрел был ограничен 270°, для чего на тумбе были установлены соответствующие стопоры. Поворот тумбы осуществлялся вручную, для фиксации тумбы в том или ином положении имелся тормоз. Однако, если во время стрельбы ствол пушки находился близко к кабине (в крайнем левом или крайнем правом положении), боковые стекла кабины приходилось опускать для предохранения их от воздействия газов.
Скорострельность орудия составляла 10-12 выстр/мин. Стрельба из пушки могла вестись как прямо-назад, так и по борту. Проводились также опыты по стрельбе на ходу, но при этом сильно снижался процент попаданий по цели.
В качестве прицельного приспособления использовался простой оптический прицел. Кроме того, имелась также монокулярная артиллерийская панорама.
Боекомплект орудия составлял 36 выстрелов (по другим источникам — 34 выстрела), размещённых в снарядных ящиках на задней стенке отражателя кабины. В боекомплект входили осколочно-фугасные гранаты (18 штук, правый ящик по ходу машины) и шрапнель (18 штук, левый ящик).

### Бронезащита
Бронирование СУ-12 было весьма скромным и защищало только орудийную часть САУ. На первых машинах на базе грузовика «Морланд» оно отсутствовало вовсе. Впоследствии на вращающуюся часть тумбы орудия стал устанавливался П-образный вертикальный броневой щит коробчатой формы из четырёх бронелистов (спереди, по бокам и сверху) толщиной 4 мм, соединённых сваркой. Щит частично защищал расчёт орудия и орудийные механизмы от винтовочных пуль и мелких осколков. Все бронелисты устанавливались вертикально.
Однако в скором времени щитовое прикрытие было модернизировано. Конструктивно оно также представляло собой состоящую из четырёх частей коробку, однако более сложной (в сравнении с предшествующей) формы. Передний броневой лист устанавливался под углом 25° к вертикали и имел амбразуру для прохода качающейся части орудия. Слева от неё имелись два окна, закрывающихся задвижками с ограничителями: верхнее — под отражатель артиллерийской панорамы, нижнее — для визирной трубки оптического прицела. При помощи уголков и раскосов щит крепился к вращающейся части тумбы. На качающуюся часть артсистемы устанавливался дополнительный 4-мм щиток-маска для прикрытия амбразуры, не ограничивающий откат пушки и углы вертикального наведения. Наклон щитка к оси канала ствола составлял 80°, нижняя часть щитка была загнута вперёд на 10° по сравнению с основной плоскостью щитка. Впоследствии конфигурация щита была несколько улучшена — был введён нижний спрямлённый бронелист в лобовой части щита и увеличенными бортовые бронелисты для лучшего прикрытия расчёта орудия.

## Служба и боевое применение
После проведения в середине 1933 года заводских и полигонных испытаний СУ-12 было принято решение о запуске САУ в серийное производство. Уже осенью того же года в распоряжение 11-й механизированной бригады, дислоцированной на Украине, для прохождения войсковых испытаний была отправлена опытная батарея СУ-12. По их результатам, УММ РККА приняло решение включить самоходные орудия в состав формируемых мехбригад в качестве мобильных средств непосредственной огневой поддержки пехоты и танков.
Таким образом, СУ-12 поступали в состав механизированных, а позднее — танковых частей. При этом САУ в большинстве случаев не сводились в определённые подразделения, а «распылялись» по различным механизированным частям, нередко всего по 3-4 машины.
К середине 1938 года самоходки СУ-12 на шасси «Морланд» имелись в составе танковых частей Ленинградского, Московского, Белорусского и Киевского военных округов, а СУ-1-12 на шасси ГАЗ-ААА — в составе частей Ленинградского, Московского, Киевского и Забайкальского военных округов, а также Особой Краснознаменной Дальневосточной Армии. Надо сказать, что к 1938 году более трети машин уже побывали в ремонте. Всего было зафиксировано порядка 40 средних и капитальных ремонтов СУ-12, главным образом в КОВО, МВО и ЗабОВО, после которых практически все САУ на шасси грузовика «Морланд» были сняты с эксплуатации. Это привело к тому, что к моменту советско-японского конфликта на озере Хасан летом 1938 года число боеспособных САУ существенно сократилось, и в основном в строю оставались СУ-1-12. Однако оставшиеся машины весьма активно применялись в боях на финальном этапе боевых действий против японцев. 31 июля 1938 года СУ-1-12 из состава артиллерийских батарей 2-го и 3-го танковых батальонов 2-й мехбригады ОДВА приняли участие в боях у высот Заозерная и Безымянная. Каждая батарея, приданная танковому батальону, включала, помимо четырёх СУ-1-12, по две СУ-5-2 на шасси лёгкого танка Т-26. Таким образом, всего в боях 31 июля участвовало 8 СУ-1-12 и 4 СУ-5-2. В течение дня самоходные орудия обоих типов выпустили по противнику 248 76-мм и 23 122-мм снаряда, оказав существенную поддержку танкам БТ-5 и Т-26 из состава 2-й мехбригады. Поскольку потерь среди САУ не было, результаты этих стрельб были признаны весьма успешными.
Имеются сведения об участии САУ СУ-1-12 в боях у реки Халхин-Гол летом 1939 года. Правда, единственным подразделением, располагавшим орудиями данного типа, была 32-я мехбригада, переброшенная в 1937 году в Монголию для усиления советской группировки войск в данном районе. В составе бригады имелось 4 СУ-1-12.
По всей видимости, САУ СУ-1-12 ограниченно применялись и в Зимней войне. Данные САУ находились на вооружении 33-го отдельного разведывательного батальона, действовавшего на Карельском перешейке. По состоянию на 9 марта 1940 года, батальон располагал двумя танкетками Т-27 и двумя СУ-1-12 (на шасси ГАЗ-ААА).
По состоянию на 1 декабря 1940 года, в составе танковых подразделений РККА формально ещё числилось три СУ-1-12, которые находились в Забайкальском особом военном округе. Участия в боях эти САУ больше не принимали и были постепенно списаны в 1941-1942 годах.
Несколько СУ-12 были в наличии в первом танковом корпусе на Брянском фронте. Судя по журналу боевых действий, в июле 1943 года одна СУ-12 была потеряна ("сгорела") 117 танковой бригадой 1 ТК в момент боев в районе села Узкое (Знаменский район Орловской обл.). Спустя сутки интенсивных боевых действий сгорела вторая СУ-12 бригады. 3 августа при отражении атаки дивизии СС "Великая Германия" была подбита еще одна СУ-12. 

## Оценка машины
В целом, уровень «удачности» СУ-12 можно оценить, как средний.
Испытания и эксплуатация СУ-12 и СУ-1-12, показали, что САУ является достаточно эффективным и мобильным оружием. К середине 1930-х 76,2-мм полковая пушка образца 1927 года оставалась вполне адекватным предъявляемым требованиям орудием. Пушка весьма удовлетворительно справлялась со своими основными задачами — артиллерийской поддержкой танков и пехоты, борьбой с пехотой противника и его огневыми точками. В качестве противотанкового средства орудие, а следовательно, и САУ, вооружённые им, рассматривались в последнюю очередь, хотя вплоть до 1942 года мощности 76,2-мм полковой пушки образца 1927 года вполне хватало для борьбы с танками противников СССР.
Удовлетворительным был также угол обстрела пушки. Кроме того, положительной стороной САУ была возможность стрельбы сразу после остановки, без установки дополнительных стоек, и даже на ходу.
Подвижность орудия была в целом удовлетворительной для машин подобного класса, хотя отмечалось, что шасси типа «Морланд» (а, соответственно, и однотипного ему ГАЗ-ААА) не полностью отвечает требованиям РККА под установку на него орудий среднего калибра — из-за общего отяжеления задних осей, проходимость машины вне дорог существенно снизилась.
Больше всего нареканий вызывала откровенно слабая бронезащита самоходки и общая крайне высокая уязвимость. В первой половине 1930-х годов конструкторы уже пришли к выводу, что САУ на базе танкового шасси имеет значительно большую живучесть, однако отсутствие подходящих шасси заставляло искать альтернативы. Основная привлекательность использования шасси грузового автомобиля заключалась в дешевизне создания САУ и общем достаточном удобстве их эксплуатации, особенно в частях, не располагающих танками. Однако подобные САУ практически не имели запаса на бронирование, поскольку в этом случае проходимость машин, и так сниженная установкой орудия, и вовсе упала бы ниже допустимых пределов. Таким образом, несколько фугасных снарядов, выпущенных по подобной САУ, часто приводили если не к её уничтожению, то к выводу из строя, обездвиживанию или гибели расчёта. Не меньшую опасность несли пулемёты, а также усиленный винтовочный обстрел. И если для САУ со, скажем, зенитным вооружением, применение базы грузового автомобиля было относительно оправдано, то для самоходки, применявшейся в условиях непосредственных столкновений с противником, применение автомобильного шасси было тупиковым.
Надо сказать, что руководство РККА прекрасно осознавало этот факт. При принятии СУ-12 на вооружение отдельно подчёркивалось, что использование данной САУ является временной мерой, пока не будут созданы более совершенные самоходные установки. К тому времени конструкторы уже активно экспериментировали с шасси танка Т-26 и разнообразных тракторов в направлении приспособления их для производства САУ, поэтому появление «более совершенных» самоходок виделось не за горами. Этим же, вероятно, объясняется и небольшое количество выпущенных СУ-12. Эксперименты, однако, в лучшем случае закончились небольшими партиями опытных машин, и в этом плане к началу Великой Отечественной войны СССР подошёл практически в том же состоянии, в котором находился в начале 1930-х годов — то есть, не имея на вооружении практически никаких САУ.
Вместе с тем, боевое применение САУ (в частности, на озере Хасан) показало, что, при умелом использовании, СУ-12 способны действовать весьма эффективно. Это позволяет сделать вывод, что, для своего времени, СУ-12 являлась достаточно адекватной САУ. Следует также иметь в виду, что в то время разработка САУ на шасси грузовых автомобилей была общемировой тенденцией.

## СУ-12 в массовой культуре
Сборные пластиковые модели-копии СУ-1-12 (на базе ГАЗ-ААА) в масштабе 1:72 выпускаются украинской фирмой UM.
В качестве игрового юнита СУ-12 представлены в любительской модификации «GZM» для игры «Блицкриг» от студии Nival Interactive. Кроме того, САУ имеется в настольной карточной игре «Блицкриг».